# Mami Yamaguchi
Mami Yamaguchi (山口 麻美, Yamaguchi Mami, Nishitokyo, 13 augustus 1986) is een Japans voormalig voetbalster.

## Carrière

### Clubcarrière
Yamaguchi begon haar carrière in 2002 bij Nippon TV Beleza. Ze tekende in 2008 bij Umeå IK. Met deze club werd zij in 2008 kampioen van Zweden. Zij speelde tussen 2010 en 2014 voor Atlanta Beat, Nippon TV Beleza, Hammarby IF en Okayama Yunogo Belle. In 2014 beëindigde zij haar carrière als voetbalster.

### Interlandcarrière
Yamaguchi maakte op 28 juli 2007 haar debuut in het Japans vrouwenvoetbalelftal tijdens een vriendschappelijke wedstrijd tegen de Verenigde Staten. Zij nam met het Japans vrouwenvoetbalelftal deel aan het Aziatisch kampioenschap 2010. Daar stond zij in alle vijf de wedstrijden van Japan opgesteld. Japan behaalde brons op het Aziatisch kampioenschap. Ze heeft 18 interlands voor het Japanse vrouwenelftal gespeeld en scoorde daarin acht keer.

## Statistieken
| Japans vrouwenvoetbalelftal | Japans vrouwenvoetbalelftal | Japans vrouwenvoetbalelftal |
| Jaar                        | Wed.                        | Dlp.                        |
| --------------------------- | --------------------------- | --------------------------- |
| 2007                        | 1                           | 0                           |
| 2008                        | 0                           | 0                           |
| 2009                        | 1                           | 1                           |
| 2010                        | 14                          | 5                           |
| 2011                        | 2                           | 2                           |
| Totaal                      | 18                          | 8                           |